# Hemicloea rogenhoferi
Hemicloea rogenhoferi är en spindelart som beskrevs av Ludwig Carl Christian Koch 1875. Hemicloea rogenhoferi ingår i släktet Hemicloea och familjen plattbuksspindlar. Inga underarter finns listade i Catalogue of Life.